# Suzanne Williams
Suzanne Williams (25 de junio de 1956) es una deportista australiana que compitió en judo. Ganó tres medallas en el Campeonato Mundial de Judo entre los años 1982 y 1987, y seis medallas en el Campeonato de Oceanía de Judo entre los años 1977 y 1990.

## Palmarés internacional
| Campeonato Mundial    | Campeonato Mundial       | Campeonato Mundial | Campeonato Mundial |
| Año                   | Lugar                    | Medalla            | Categoría          |
| --------------------- | ------------------------ | ------------------ | ------------------ |
| 1982                  | París (Francia)          | Medalla de plata   | –56 kg             |
| 1984                  | Viena (Austria)          | Medalla de plata   | –56 kg             |
| 1987                  | Essen (RFA)              | Medalla de plata   | –56 kg             |
| Campeonato de Oceanía |                          |                    |                    |
| Año                   | Lugar                    | Medalla            | Categoría          |
| 1977                  | Melbourne (Australia)    | Medalla de oro     | –57 kg             |
| 1979                  | Rotorua (Nueva Zelanda)  | Medalla de oro     | –56 kg             |
| 1979                  | Rotorua (Nueva Zelanda)  | Medalla de bronce  | Abierta            |
| 1985                  | Auckland (Nueva Zelanda) | Medalla de oro     | –56 kg             |
| 1985                  | Auckland (Nueva Zelanda) | Medalla de oro     | Abierta            |
| 1990                  | Papeete (Francia)        | Medalla de oro     | –56 kg             |